# Ud at køre med de skøre 2
Ud at køre med de skøre 2 (eng: Cannonball Run II) er en amerikansk komediefilm fra 1984 instrueret af Hal Needham, der også instruerede den første film, Ud at køre med de skøre, fra 1981. Filmen blev i 1989 efterfulgt af Speed Zone!, den sidste film i Cannonball Run-serien.

## Medvirkende
- Burt Reynolds
- Dom DeLuise
- Dean Martin
- Sammy Davis, Jr.
- Jamie Farr
- Ricardo Montalban
- Telly Savalas
- Marilu Henner
- Shirley MacLaine
- Susan Anton
- Catherine Bach
- Jackie Chan
- Richard Kiel
- Molly Picon
- Frank Sinatra

## Ekstern henvisning
- Ud at køre med de skøre 2 på Internet Movie Database (engelsk)
- Ud at køre med de skøre 2 på Filmdatabasen
- Ud at køre med de skøre 2 på Scope
- Ud at køre med de skøre 2 i Svensk Filmdatabas (svensk)
- Ud at køre med de skøre 2 på AlloCiné (fransk)
- Ud at køre med de skøre 2 på MovieMeter (nederlandsk)
- Ud at køre med de skøre 2 på AllMovie (engelsk)
- Ud at køre med de skøre 2 hos American Film Institute (engelsk)
- Ud at køre med de skøre 2 på Turner Classic Movies (engelsk)
- Ud at køre med de skøre 2 på The Movie Database (engelsk)